# Волен Сидеров
Волен Сидеров (буг. Волен Николов Сидеров; Јамбол, 19. априла 1956) је бугарски политичар, председник странке Атака. Био је новинар телевизије СКАТ, на којој је водио емисију под називом „Атака“ (Напад, прим. прев.), по којем је странка касније добила име. Атака се залаже за излазак Бугарске из НАТОа и одбрану православља, а он указује на опасност колонизације православног света глобализмом.
Такође се залаже за припајање Северне Македоније Бугарској.
Ожењен је Капком Георгиевом, има усвојеног сина Димитра Стојановог, који је народни посланик европског парламента.

## Волен Сидеров иКосмет
Од свих бугарских парламентарних партија, само његова је осудила проглашење независности Републике Косова, као и признање овог ентитета од стране бугарске владе. Сидеров сматра Косово нарко-државом и каже да је оно замишљено да буде пантурцистичка територија под контролом САД. Према његовим речима Косово је исламистичка кама, која руши тело Европе.

## Избори
Странка Волена Сидерова је на изборима за парламент 2005. године добила 8% гласова, и тиме добила 21 посланичко место, од укупно 240. На председничким изборима 2006. Волен Сидеров је био други, иза Георгија Прванова, са 24% (649.000) гласова у другом кругу гласања.
Странка Волена Сидерова је на изборима за парламент 2009. године добила 21 посланичко место, од укупно 240, а на изборима 2013. године — 23 места.